# 2 (álbum de 2 Brothers on the 4th Floor)
2 é o segundo álbum de estúdio do grupo de eurodance 2 Brothers on the 4th Floor, lançado em Novembro de 1996 pela gravadora Lowland Records.  
1. Come take my hand 
2. There’s a key 
3. Fairytales 
4. One day 
5. Fly (Through the starry night) 
6. All I wanna do 
7. Mirror of love 
8. Real-X 
9. Euro Megamix 
10. Happy Hardcore Megamix 
11. Come take my hand (Cooly’s Jungle Mix) 
12. Fairytales (Charley Lownoise & Mental Theo Rave edit) 
13. Mirror of love (Masterminds Freaky R&B Mix) 
14. There’s a key (Dance Therapy Remixx) 

## Desempenho nas paradas musicais
| Parada musical (1996)      | Melhor posição |
| -------------------------- | -------------- |
| Países Baixos (MegaCharts) | 18             |